# Petr Kafka (fotbalista)
Petr Kafka (* 1. února 1969) je bývalý český fotbalista.a současný úspěšný podnikatel a ve volném čase cyklista. 

## Hráčská kariéra
V československé nejvyšší soutěži odehrál celkem 9 utkání, v nichž vstřelil 1 branku.
Ve druhé nejvyšší soutěži nastupoval za Spartak Hradec Králové, Slovan Liberec, Chmel Blšany, Český ráj Turnov a Pardubice.

## Ligová bilance
| Ročník                                   | Zápasy | Góly | Minuty | Klub                   |
| ---------------------------------------- | ------ | ---- | ------ | ---------------------- |
| 1. československá fotbalová liga 1989/90 | 2      | 0    | –      | Rudá hvězda Cheb       |
| 1. československá fotbalová liga 1990/91 | 7      | 1    | –      | Spartak Hradec Králové |
| CELKEM 1. LIGA                           | 9      | 1    | –      |                        |